# شون فولي
شون فولي (بالإنجليزية: Seán Foley)‏ هو لاعب قذف أيرلندي، ولد في 29 أكتوبر 1949 في لندن في المملكة المتحدة.